# لس بورخس بلانکس
لس بورخس بلانکس (به اسپانیایی: Borjas Blancas) یک منطقهٔ مسکونی در اسپانیا است که در گاریگوس واقع شده‌است. لس بورخس بلانکس ۶۱٫۵ کیلومتر مربع مساحت دارد ۳۰۴ متر بالاتر از سطح دریا واقع شده‌است.

## خواهرخوانده
شهرهای Toulouges و Les Borges del Camp خواهرخوانده‌های لس بورخس بلانکس هستند.